# Клуб веселих і кмітливих
«Клуб веселих і кмітливих», скорочено КВК (рос. Клуб весёлых и находчивых, КВН) — естрадна гумористична гра двох або більше команд за попередньо підготовленими та імпровізаційними конкурсами на задану тему з метою визначення переможця. Гра складається з різних видів конкурсів, зокрема команди змагаються в гумористичних відповідях на запитання, імпровізаціях на задані теми, розігрують заздалегідь заготовлені сцени, демонстрації відеороликів та виконують пісень. Розпочинався в СРСР як огляди художньої самодіяльності груп, курсів, факультетів, які охоплюють переважну більшість вихованців вузів для активізації ідейно-творчого зростання колективів художньої самодіяльності, з метою виділення найкращих.
Гра популярна здебільшого в російськомовних країнах.

## Історія

### Прообраз
Прообразом КВК була передача «Вечір веселих запитань», створена журналістом Сергієм Муратовим за зразком чеської передачі «Ворожи, ворожи, ворожка». У передачі «Вечір веселих запитань», що виходила в 1957 році, телеглядачі відповідали на питання ведучих, причому особливо вітався гумор. Ідея була зовсім новою для того часу. Вперше в радянській телепередачі брали участь не тільки ведучі, але й глядачі. До того ж «Вечір» йшов у прямій трансляції.
«Вечір веселих запитань» користувався великою популярністю, але вийшов в ефір всього тричі. На третій передачі був обіцяний приз всім тим, хто приїде в студію в шубі, шапці і валянках (це було влітку) і з газетою за 31 грудня минулого року. Ведучий передачі, композитор Микита Богословський, забув згадати про газету. Зрозуміло, зимовий одяг був практично у всіх телеглядачів. Приїхали і ввірвалися в студію юрби людей у шубах і валянках, змели міліціонерів, почався повний хаос. Трансляцію припинили, але передачу нічим не замінили. До кінця вечора телевізори показували заставку «Перерва з технічних причин». Передачу закрили.

### Перший період
Через чотири роки, 8 листопада 1961 року, кілька колишніх творців передачі «Вечір веселих запитань» випустили нову телепередачу — КВК. Коли перший ведучий Альберт Аксельрод залишив програму, його замінив студент Московського інституту інженерів залізничного транспорту Олександр Масляков (відтоді він був постійним ведучим цієї передачі). Російською абревіатура КВН розшифровувалась як Клуб Веселых и Находчивых, але крім того, це була марка тодішнього телевізора — КВН-49. У передачі КВК вже змагалися команди. Оскільки команди часто іронізували над радянською дійсністю або ідеологією (а саме такі жарти більше за все подобалися телеглядачам), з якогось моменту їх стали передавати не наживо, а в запису, й сумнівні з ідеологічної точки зору жарти вирізали. Передача дратувала керівника центрального телебачення Сергія Лапіна, і незабаром нею став займатися КДБ. Цензура згодом ставала усе жорсткішою, аж до того, що на сцену не можна було виходити з бородою — це вважалося глузуванням над Карлом Марксом. Після сезону 1971/1972, в якому перемогли одесити з команди «Ділові люди» (Нархоз), передачу закрили.
КВК, як і «Вечір веселих запитань», користувався величезною популярністю. По всій країні виник КВК-рух. Як наслідування передачі, ігри КВК влаштовувалися в школах, піонерських таборах тощо. Відбірні турніри КВК проходили у вищих навчальних закладах по всій країні, на телебачення попадали найкращі команди.

### Відродження
Відродили КВК у 1986 році, на початку періоду Перебудови. Ведучим, як і до закриття, був Масляков. Переможцем першого сезону стає команда «Одеські джентльмени» (університет). Через кілька випусків команди досягли настільки ж високого рівня, що й у КВК 1960-х. Знову виник рух КВК, причому ігри влаштовуються у Західній Європі, Ізраїлі, США. Проводиться (із приголомшливим успіхом) перша міжнародна гра СНД-Ізраїль (1992, Москва) та навіть чемпіонат світу між командами США, Ізраїлю, СНД та Німеччини (1994, Ізраїль). КВК стає однією з найпопулярніших телепередач у Росії та Україні.

## Правила гри
У КВК грають за різними правилами, часом вони можуть змінюватись прямо під час гри, що відбувається навіть у Вищій лізі КВК. Наприклад, ведучий або голова журі можуть запропонувати командам свій конкурс. Однак є правила, яких дотримуються у будь-якому випадку в усіх лігах.
По-перше, у КВК грають командами. У кожної команди повинен бути капітан. Капітан КВК також повинен представляти свою команду на конкурсі капітанів, якщо його включили в програму гри. Більшість команд виступають в оригінальних костюмах, що відрізняє гравців цієї команди від інших гравців. Костюми всередині однієї команди можуть бути однаковими, витримані в одному стилі або персональні, неповторні для кожного члена команди.
По-друге, гра повинна бути поділена на окремі конкурси. Звичайно, кожному конкурсові дається, крім номінального («Розминка», «Музичний конкурс»), оригінальну назву, що задає тему усьому виступові. Сама гра теж отримує оригінальну назву, що визначає загальну тему гри. Кожен конкурс повинні оцінювати журі на чолі зі своїм головою.

### Традиційні конкурси КВК
Привіта́ння (Візитка) — цей конкурс зазвичай проводився на початку гри. У ньому учасники команди представляють себе і свою команду. Привітання складається в основному з текстових жартів і мініатюр. Класичне вітання — це «лінійка» (5-8 осіб на авансцені обличчям до залу) та в однакових костюмах.
Розми́нка — конкурс, в якому команди за тридцять секунд повинні придумати смішну відповідь на запитання, які задаються іншими командами, залом, журі або ведучим.
СТЕ́М (студентський театр естрадних мініатюр — короткий конкурс, який був придуманий в 1995 році. Основний принцип конкурсу — на сцені має бути одночасно не більше трьох гравців КВК, проте іноді це правило не дотримується.
БРИ́З (Бюро раціоналізації та винаходів — короткий літературний конкурс, в якому командам потрібно представити якийсь винахід чи явище.
Музи́чний ко́нкурс — конкурс, у якому увага приділяється музичним номерам — пісням, танцям або грі на інструментах. У 1995 році був придуманий Конкурс однієї пісні (КОП), в якому можна використовувати тільки одну мелодію, а в 2003 році — Музичний фінал або Конкурс фінальної пісні, в ньому командам потрібно написати красиву і смішну фінальну пісню.
Біатло́н — конкурс, придуманий у білоруському КВК. Учасники команд «стріляють» жартами, а журі після кожного кола знімає з дистанції менш вподобану команду. Переможець отримує 1 бал, а в разі нічиєї — 0,9 балів кожному з фіналістів конкурсу.
Конкурс новин — схожий на БРИЗ, але виглядає як жартівливий випуск новин. Як і в «розминці» і на «біатлоні», на сцені у цьому конкурсі стоять всі гравці команди.
Домашнє завдання — довгий конкурс, грається в кінці гри. У відсутність «музикалки» грається іноді як «Музичне домашнє завдання».
Фрістайл — вільний конкурс, у якому командам дозволяється грати в будь-якому стилі і показувати будь-які номери. Конкурс був придуманий у 2003 році.
Кіно-конкурс — конкурс, у якому потрібно зняти кліп або озвучити відомий фільм.
Капітанський конкурс — індивідуальний конкурс для капітанів команд, що змагаються. У конкурсі не зобов'язаний брати участь капітан команди, іноді замість нього виступає фронтмен або інший актор команди.
Крім цих конкурсів, є й інші, які граються набагато рідше, або не граються більше. Серед них можна відзначити конкурси «Добро поскаржитися», «Тріатлон», «5 жартів про…», «Виїзний конкурс» та інші.

## КВК в Україні
В Україні команди Клубу веселих і кмітливих існували з 1991 по 2014 роки. У період з 1991 по 1999 рік вони були підпорядковані російському Клубу веселих та кмітливих. У 1999 році була створена Вища українська ліга КВК, якій підпорядковані були усі українські команди Клубу веселих та кмітливих. У 2014 році на території України Вища українська ліга КВК була ліквідована. У 2015 році колишні команди Клубу веселих та кмітливих на території України увійшли до складу Ліги Сміху.